# Amelia Opie
Amelia Opie (12 de noviembre de 1769 - 2 de diciembre de 1853) fue una escritora inglesa que publicó numerosas novelas en el período romántico de principios del siglo XIX, hasta 1828. Opie fue también una destacada abolicionista en Norwich, Inglaterra. El de Amelia Opie fue el primero de los 187.000 nombres presentados al Parlamento británico en una petición de las mujeres para detener la esclavitud.

## Principio e influencias
Amelia Alderson nació el 12 de noviembre de 1769. Hija única, del médico James Alderson y de Amelia Briggs de Norwich. Su madre también la educó para cuidar a los que venían de entornos menos privilegiados. Tras la muerte de su madre el 31 de diciembre de 1784, se convirtió en la ama de casa y anfitriona de su padre, permaneciendo muy cerca de él hasta su muerte en 1807.
Según el biógrafo de Opie, «era vivaz, atractiva, interesada en la ropa fina, educada en los logros de la gente, y tenía varios admiradores». Era prima del juez Edward Hall Alderson, con quien mantuvo correspondencia durante toda su vida, y también era prima del artista Henry Perronet Briggs. Alderson heredó principios radicales y fue una ardiente admiradora de John Horne Tooke. Era cercana a los activistas John Philip Kemble, Sarah Siddons, William Godwin y Mary Wollstonecraft.

## Carrera literaria

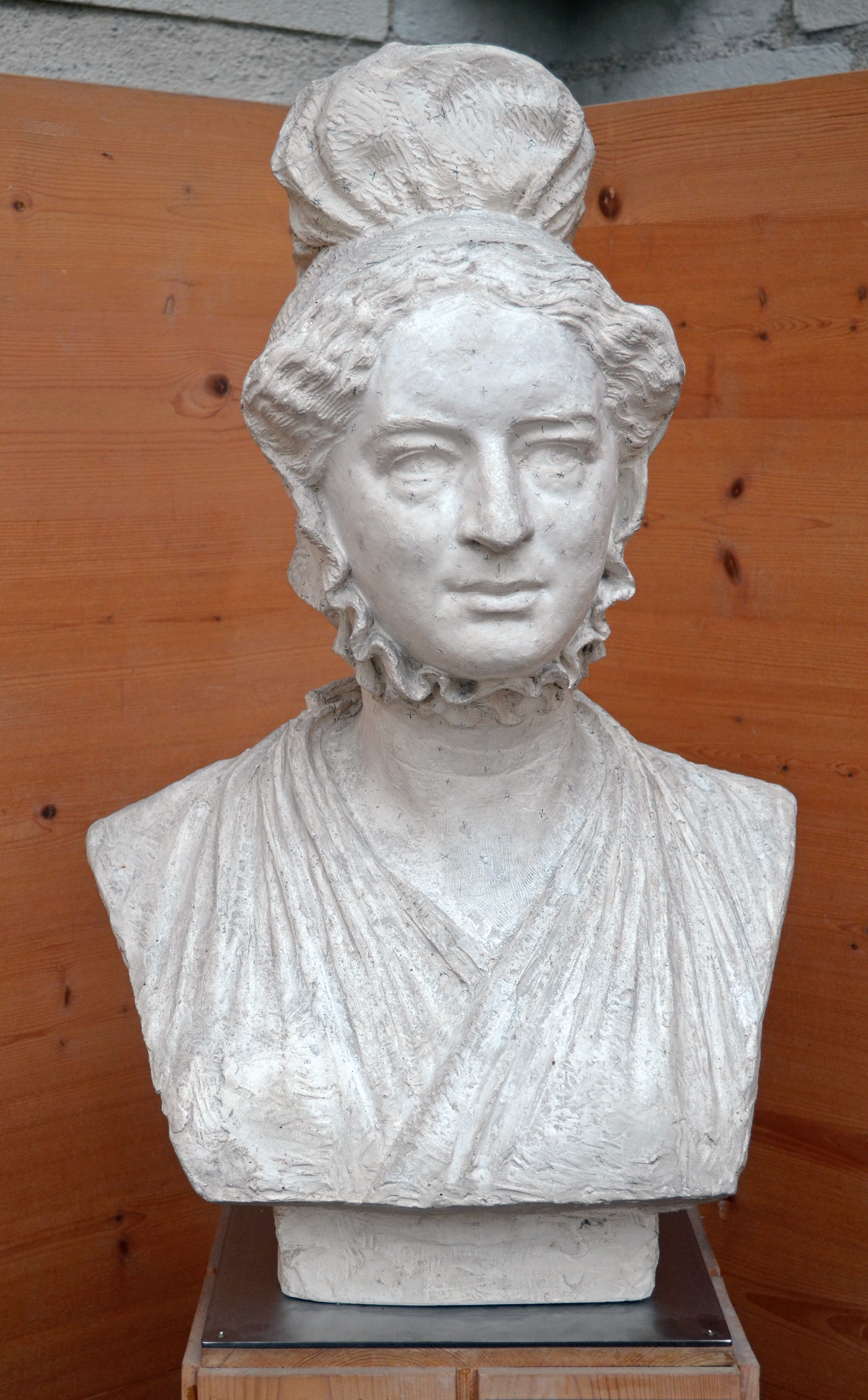
Amelia Opie por David d'Angers (1836).

Opie pasó su juventud escribiendo poesía y obras de teatro y organizando teatros de aficionados. Escribió The Dangers of Coquetry (Los peligros de la coquetería) cuando tenía 18 años.
Completó una novela en 1801 titulada Father and Daughter (Padre e Hija). Caracterizada como una muestra de genuina fantasía y patetismo, la novela trata sobre la virtud engañada y la reconciliación familiar. Después de que saliera, Opie comenzó a publicar regularmente. Su volumen de Poemas, publicado en 1802, tuvo seis ediciones. Animada por su marido a seguir escribiendo, publicó Adeline Mowbray (1804), una exploración de la educación de la mujer, el matrimonio y la abolición de la esclavitud. Esta novela en particular se caracteriza por abordar la historia de la antigua amiga de Opie, Mary Wollstonecraft, cuya relación con el estadounidense Gilbert Imlay fuera del matrimonio, causó algún escándalo, al igual que su posterior matrimonio con el filósofo William Godwin. Godwin había argumentado anteriormente en contra del matrimonio como una institución por la cual las mujeres eran poseídas como propiedad, pero cuando Wollstonecraft quedó embarazada, se casaron a pesar de sus creencias anteriores. En la novela, «Adeline» se involucra con un filósofo desde el principio, que toma una postura firme contra el matrimonio, únicamente para ser convencida de casarse con un terrateniente antillano en contra de su mejor criterio. La novela también aborda el sentimiento abolicionista, en la historia de una mujer mestiza y su familia, a la que «Adeline» salva de la pobreza a costa de sí misma. Siguieron más novelas: Simple Tales (1806), Temper (1812), Tales of Real Life (1813), Valentine's Eve (1816), Tales of the Heart (1818), con Madeline (1822). The Warrior's Return and other poems se publicó en 1808.
[[Archivo:The Anti-Slavery Society Convention, 1840 by Benjamin Robert Haydon.jpg|miniaturadeimagen|300px |Pintura conmemorativa de la primera conferencia internacional antiesclavista del mundo (1840).
En 1825, Opie se unió a la Sociedad Religiosa de los Amigos, debido a la influencia de Joseph John Gurney y sus hermanas, que eran amigos y vecinos desde hacía mucho tiempo en Norwich, y a pesar de las objeciones hechas por su padre recientemente fallecido. El resto de su vida la pasó principalmente viajando y trabajando con organizaciones benéficas. Mientras tanto, sin embargo, publicó un poema antiesclavista titulado, The Black Man's Lament en 1826 y un volumen de poemas devocionales, 'Lays for the Dead en 1834. Opie trabajó con Anna Gurney para crear una Sociedad de Damas Antiesclavistas en Norwich. Esta sociedad antiesclavista organizó una petición de 187.000 nombres que fue presentada al parlamento. Los dos primeros nombres de la petición fueron Amelia Opie y Priscilla Buxton. Opie fue a la Convención Mundial Antiesclavitud en Londres en 1840 donde fue una de las pocas mujeres incluidas en la pintura conmemorativa.

## Vida personal
En 1798, se casó con John Opie, un pintor. La pareja pasó nueve años felizmente casados, aunque su marido no compartía su amor por la sociedad. Dividió su tiempo entre Londres y Norwich. Era amiga de los escritores Walter Scott, Richard Brinsley Sheridan y Germaine de Staël. Incluso tarde en la vida, Opie mantuvo conexiones con escritores, por ejemplo recibiendo a George Borrow como invitado. Después de una visita a Cromer, un balneario en la costa norte de Norfolk, cogió un resfriado y se retiró a su dormitorio. Un año más tarde, el 2 de diciembre de 1853, murió en Norwich y se dijo que había conservado su vivacidad hasta el final. Fue enterrada en el Cementerio Cuáquero de Gildencroft, Norwich.
En 1854 se publicó una biografía de Opie algo saneada, titulada A Life, por Cecilia Lucy Brightwell.

## Selección de obras
Novelas
- Dangers of Coquetry 1790
- The Father and Daughter 1801
- Adeline Mowbray 1804
- Simple Tales 1806
- Temper, or, Domestic Scenes 1812
- First Chapter of Accidents 1813
- Tales of Real Life 1813
- Valentine's Eve  1816
- New Tales 1818
- Tales of the Heart 1820
- The Only Child; or, Portia Bellendon 1821
- Madeline, A Tale 1822
- Illustrations of Lying 1824
- Tales of the Pemberton Family for Children 1825
- The Last Voyage 1828
- Detraction Displayed 1828
- Miscellaneous Tales (12 Vols) 1845–1847

Biografías
- Memoir of John Opie 1809
- Sketch of Mrs. Roberts 1814

Poesía
- Maid of Corinth 1801
- Elegy to the Memory of the Duke of Bedford 1802
- Poems 1802
- Lines to General Kosciusko 1803
- Song to Stella 1803
- The Warrior's Return and other poems 1808
- The Black Man's Lament 1826
- Lays for the Dead 1834